# 初戀幻燈機
「初戀幻燈機」（はつこいげんとうき）は、2010年11月24日にGloryHeavenから発売されたシングル。

## 概要
テレビアニメ『おとめ妖怪 ざくろ』のエンディングテーマとして使用された楽曲が収録されている。歌っているのは、劇中で西王母桃、薄蛍、芳野葛利劔、雪洞、鬼灯、花桐丸竜役の中原麻衣、花澤香菜、日野聡、豊崎愛生、堀江由衣、梶裕貴の6人。CDジャケットの表面には、原作者・星野リリィ描き下ろしイラストの西王母桃、総角景、薄蛍、芳野葛利劔が、裏面には雪洞、鬼灯、花桐丸竜がプリントされている。

## 収録曲
（全作詞：こだまさおり、作曲・編曲：橋本由香利）
1. 初戀は柘榴色 [4:09]
歌：西王母桃（中原麻衣）、語り：総角景（櫻井孝宏）
  - 第一話、第三話、第七話、第十話
2. 二人静 [4:28]
歌：薄蛍（花澤香菜）、芳野葛利劔（日野聡）
  - 第四話、第六話、第八話、第十二話
3. 純情マスカレイド [4:08]
歌：雪洞（豊崎愛生）、鬼灯（堀江由衣）、花桐丸竜（梶裕貴）
  - 第二話、第五話、第九話、第十一話